# Jozef Rybnikár
Jozef Rybnikár (* 13. června 1975) je bývalý slovenský fotbalový útočník. Žije v Šalgovcích.

## Fotbalová kariéra
V československé lize hrál za Spartak Trnava. Nastoupil v 6 ligových utkáních. Gól v lize nedal. Dále hrál i za FC Slovan Hlohovec, MŠK Hurbanovo, FK AS Trenčín, FC Nitra, FK Mesto Prievidza a FO ŽP ŠPORT Podbrezová.

## Ligová bilance
| Ročník                                   | Zápasy | Góly | Minuty | Klub           |
| ---------------------------------------- | ------ | ---- | ------ | -------------- |
| 1. československá fotbalová liga 1992/93 | 6      | 0    | 233    | Spartak Trnava |
| CELKEM 1. československá liga            | 6      | 0    | 233    |                |